# يسينغالي راوشانوف
يسينغالي راوشانوف (بالكازاخستانية: Есенғали Әбдіжаппарұлы Раушанов؛ 5 أكتوبر 1957، خوجيلي قرقل باغستان - 16 أبريل 2021) شاعر من كازاخستان.

## الحياة
بعد أن أنهى دراسته الثانوية عام 1973، خدم في الجيش السوفيتي في منطقة شمال القوقاز (1975-1977). درس في الجامعة الكازاخستانية الوطنية وتخصص في الصحافة. في 1978-1987 أدار قسم الشعر وتقلد منصب السكرتير التنفيذي لمجلات جالين وأراي، وفي 1988-1995 عمل رئيس تحرير لمجلات بيليم جان إنبيك وزيرادي. حصل على جائزة «اتحاد شباب كازاخستان»، وجائزة «آلاش» العالمية في الأدب. كما حصل على جائزة مهرجان «الشعراء والمؤلفين الشباب» الذي أقيم في موسكو عام 1989، ومهرجان «زيغير» للشباب الموهوبين. تم تكريمه بمنحه وسام «خورميت» ووسام الاستحقاق لمساهمته في تنمية كازاخستان المستقلة لمدة 10 سنوات.